# Rivière Duncan (Nouvelle-Zélande)
Pour les articles homonymes, voir Duncan et Rivière Duncan.
La rivière Duncan est une rivière de la région de la West Coast (région), sur l'Île du Sud, en Nouvelle-Zélande. Il naît dans la Red Hills Range et coule au nord-est jusqu'à la rivière Gorge, qui se jette à l'ouest dans la mer de Tasman.